# Ільїч Людмила Миколаївна
Ільїч Людмила Миколаївна - Доктор економічних наук. Професор. Професор кафедри управління Факультету економіки та управління  Київського університету імені Бориса Грінченка.

## Біографія
Народилася 18 вересня 1973 року.

### Освіта
2013-2016 рр.
Інститут демографії та соціальних досліджень імені М. В. Птухи НАН України, м. Київ.
Докторантура. Спеціальність – 08.09.07 – Демографія, економіка праці, соціальна економіка і політика.
2007-2011 рр.
Британська Рада в Україні. Київська школа англійської мови. General English. Level C1 (Advanced)
2001-2004 рр.
Державна академія статистики, обліку та аудиту Державного комітету статистики України, м. Київ. Аспірантура. Спеціальність – 08.09.01 – Демографія, економіка праці, соціальна економіка і політика.
1999-2001 рр.
Інститут статистики, обліку та аудиту Державного комітету статистики України, м. Київ. 
Спеціальність – облік і аудит. Кваліфікація – економіст.
1994–1997 рр.
Київський міжрегіональний інститут удосконалення вчителів ім. Б. Грінченка

### Перелік місць роботи
2019 р. по нині
Київський університет імені Бориса Грінченка. 
Посада – завідувач кафедри управління
2018-2019 рр.
Інститут демографії та соціальних досліджень імені М. В. Птухи НАН України. 
Посада – провідний науковий співробітник відділу досліджень ризиків у сфері зайнятості населення.
2013-2018 рр.
Інститут демографії та соціальних досліджень імені М. В. Птухи НАН України. 
Посада – старший науковий співробітник відділу соціальних проблем ринку праці
2007-2013 рр.
Національна академія статистики, обліку та аудиту, м. Київ. 
Посада – доцент кафедри менеджменту зовнішньоекономічної діяльності.
2007-2010 рр.
Національна академія статистики, обліку та аудиту, м. Київ. 
Посада – доцент кафедри економіки підприємств.
2003-2007рр.
Державна академія статистики, обліку та аудиту, м. Київ. 
Посада – старший викладач кафедри економіки підприємств.
1993-2003 рр.
Димерська гімназія, Київська обл., с.м.т. Димер. Посада – вчитель.

## Професійний і науковий інтерес
Методичні та прикладні аспекти регулювання ринків праці та освіти.

### Теми дисертацій (захищених)
- 15 березня 2007 року рішенням ВАК України присвоєно науковий ступінь кандидата економічних наук за спеціальністю 08.09.01 – Демографія, економіка праці, соціальна економіка і політика. Тема дисертації: «Трудовий потенціал України та ефективність його використання». Місце захисту: Інститут демографії та соціальних досліджень НАН України, м. Київ.

- 23 грудня 2008 року рішенням Атестаційної колегії Міністерства освіти і науки України присвоєне вчене звання доцента кафедри економіки підприємств. (атестат 12ДЦ № 020563).

- 5 березня 2019 року рішенням Атестаційної колегії Міністерства освіти і науки України присвоєно науковий ступінь доктора економічних наук за спеціальністю 08.00.07 – Демографія, економіка праці, соціальна економіка і політика. Тема дисертації: «Структурні трансформації транзитивного ринку праці: теорія та методологія регулювання». Місце захисту: Інститут демографії та соціальних досліджень імені М.В. Птухи НАН України, м. Київ.

## Науково-дослідна та міжнародна діяльність
- Індекс цитування у НМБ Scopus (за афільованими публікаціями)

11 цитувань, h-index - 1.
- Індекс цитування в Research Gate

Факультет інформаційних технологій та управління (2021): Research Interest Score - 48.3, h-індекс (без самоцитування) - 1.
Факультет економіки та управління (2022): Research Interest Score - 69.2, h-індекс (без самоцитування) - 3.
- Індекси цитування Google Академії

Цитування - 1162, h-індекс - 14, i10-індекс	19.

## Цікаві факти
За період наукової діяльності долучилася до виконання дванадцяти науково-дослідних проектів. Результати її особистих досліджень пройшли апробацію більше ніж на 70 науково-практичних конференціях, форумах і конгресах вітчизняного та міжнародного значення, закріплені авторськими свідоцтвами та були впроваджені у практичну діяльність Міністерства соціальної політики України, Міністерства освіти та науки України, Федерації роботодавців України, Державної служби зайнятості України, Державної служби статистики України, Чернігівської та Житомирської обласних адміністрацій, Академічного співтовариства М.Балудянського, Економічного університету у Братиславі, Київського університету імені Бориса Грінченка. Науковий доробок Ільїч Л.М. налічує більше 130 наукових та навчально-методичних праць, зокрема: три індивідуальні монографії «Формування і реалізація трудового потенціалу України в умовах демографічної кризи», «Ефективність відтворення трудового потенціалу України», «Структурні трансформації транзитивного ринку праці України», у співавторстві: дванадцять колективних монографій, аналітична доповідь до щорічного послання Президента України до ВРУ «Про внутрішнє та зовнішнє становище України в 2016 році», дві національні доповіді: «Інноваційна Україна ‑ 2020», «Політика інтеграції українського суспільства в контексті викликів та загроз подій на Донбасі», навчальний посібник «Економіка праці та соціально-трудові відносини», решта ‑ статті у наукових фахових вітчизняних та закордонних виданнях, матеріали й тези доповідей виступів на конференціях тощо.
Стажувалася в Чехії, Польщі та Словаччині, де ознайомилася зі специфікою організації й регулювання освітніх систем країн Євросоюзу, інструментами реалізації Європейської кваліфікаційної рамки, можливостями використання проектного підходу в управлінні освітніми процесами, а також іншими сучасними технологіями, що в рамках Болонського процесу використовуються у вищій школі.
У 2017 році отримала підтвердження вченого звання доцента в Європейському Союзі (Рішення Міністерства освіти, науки, досліджень та спорту Словацької Республіки 2017‑1109/2231:2-714RP-15C0, від 31.01.2017 р.).
З вересня 2017 р. по вересень 2020 р. - експерт у сфері політик Міністерства соціальної політики України для оцінювання професійних знань кандидатів установленим вимогам під час проведення конкурсів на зайняття посад фахівців з питань реформ категорій “Б” і “В”  (Наказ Міністерства соціальної політики України № 1454 від 11.09.2017 р.).
З вересня 2021 р. по нині - експерт у сфері політик Міністерства економіки України для оцінювання професійних знань кандидатів установленим вимогам під час проведення конкурсів на зайняття посад фахівців з питань реформ категорій “Б” і “В” (Наказ Міністерства економіки України  № 661-21  від  30 вересня 2021 року).